# Kristallwandkees
Das Kristallwandkees ist ein Gletscher im Gschlösskamm im Bezirk Lienz (Osttirol). Es befindet sich östlich der Kristallwand.
Das Kristallwandkees erstreckt sich zwischen dem Nordostgrat der Kristallwand zum Löbbenkopf und dem Südostgrat der Kristallwand. Es wies auch Anfang der 1870er Jahre eine geringe Fläche auf und erstreckte sich bis auf eine Höhe von rund 2700 Metern. Während das Kristallwandkees jedoch zu diesem Zeitpunkt im Nordosten noch fast bis zum Löbbenkopf reichte und im Südosten am Südostgrat mit dem Frosnitzkees zusammenstieß, so schrumpfte es im Zuge des Gletscherschwundes seit der Mitte des 19. Jahrhunderts vor allem in den Randbereichen stark.